# Tàu điện ngầm Luân Đôn
London Underground hay còn được gọi là Tàu điện ngầm Luân Đôn là một mạng lưới ngầm đường sắt đô thị phục vụ giao thông công cộng cho thành phố Luân Đôn. Hệ thống phân phối khu vực thủ đô, Anh và một số Hạt liền kề các quận của Buckinghamshire, Essex và Hertfordshire ở Vương quốc Anh. Đây là hệ thống tàu điện ngầm lâu đời nhất thế giới kể từ khi đưa vào phục vụ năm 1863, và cũng là hệ thống lớn nhất thế giới tính theo tổng chiều dài.
Trong khi cái tên Underground có nghĩa là "dưới lòng đất" thì thực sự chỉ có 45% hệ thống được đặt ngầm. Người dân thủ đô Luân Đôn thường gọi tàu điện ngầm bằng nhiều cái tên, trong đó thông dụng nhất là Underground hay (the Tube, có nghĩa là đường ống) minh họa hình dáng các đường hầm của hệ thống ngầm công cộng.
Mạng lưới tàu điện đã mở rộng tới 11 tuyến đường và trong năm 2017-18 đã vận chuyển 1,357 tỷ hành khách, 11 tuyến xử lý chung lên tới 5 triệu hành khách mỗi ngày khiến tàu điện ngầm Luân Đôn trở thành hệ thống tàu điện ngầm bận rộn thứ 12 trên thế giới. 

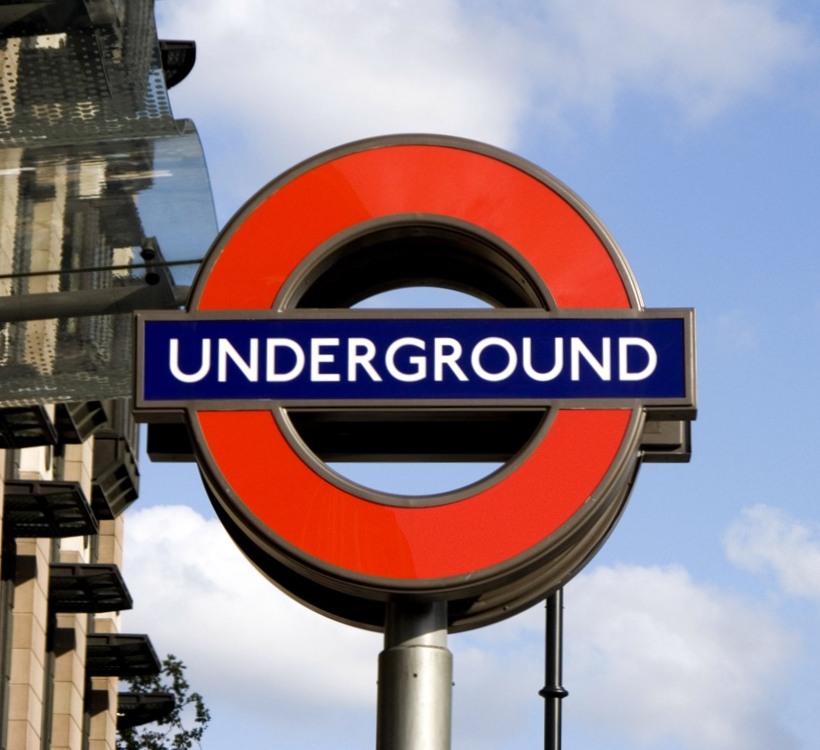
biển báo tàu điện ngầm Luân Đôn

## Cơ sở hạ tầng
the Underground phục vụ 270 trạm với mười một tuyến đường ray của Luân Đôn có tổng chiều dài 402 km (250 dặm), khiến mạng lưới trở thành hệ thống tàu điện ngầm dài thứ năm trên thế giới. Chúng được tạo thành từ mạng lưới bề mặt phụ và các đường ống sâu.
Từ năm 2003, hệ thống này được Transport for London (TfL) quản lý.

### Bản đồ đường ray ngầm Luân Đôn
- TfL Track Map (chỉ hiển thị theo dõi hoạt động ngầm của Luân Đôn)
- Carto.metro Track Map (chi tiết hơn; cũng hiển thị các tuyến đường sắt ngầm, trên mặt đất, đường ngang, DLR và tuyến đường sắt chính)